# Aleksandr Trifonovich Tvardovsky
Aleksandr Trifonovich Tvardovsky (tiếng Nga: Александр Трифонович Твардовский; 21 tháng 7 năm 1910 – 18 tháng 12 năm 1971) là nhà thơ, nhà văn Nga Xô viết ba lần được tặng giải thưởng Stalin (1941, 1946, 1947), giải thưởng Lenin (1961), giải thưởng Nhà nước (1971) và là tổng biên tập tạp chí Thế giới mới (1950-1954, 1958-1970).

## Tiểu sử
Aleksandr Tvardovsky sinh ở làng Zagorye, tỉnh Smolensk trong gia đình một thợ rèn. Biết làm thơ từ nhỏ, từng học ở Đại học sư phạm Smolensk và tốt nghiệp Đại học văn, sử, triết học Moskva năm 1939. Năm 1931 in tập thơ Путь к социализму (Đường lên chủ nghĩa xã hội) và bắt đầu trở thành nhà thơ nổi tiếng sau khi in tập Страны Муравии (Xứ sở của kiến) vẽ ra một viễn cảnh về làng mới và ca ngợi chủ nghĩa tập thể. Năm 1941 in trường ca Василий Тёркин (Vasili Tyorkin) mà ngay cả những người không hề có cảm tình với văn học Xô Viết như nhà văn Ivan Alekseyevich Bunin (giải Nobel Văn học năm 1933) cũng đánh giá cao tác phẩm này. Vasili Tyorkin trở thành một nhân vật dân gian và năm 1946 được tặng giải thưởng Stalin (sau này đổi thành giải thưởng Nhà nước). Chuyện kể rằng trong một lần thi học kỳ ở Đại học văn, sử, triết học Moskva, Tvardovsky bắt được câu hỏi về trường ca Страны Муравии của mình, khi đó đã là một tác phẩm nổi tiếng được đưa vào giảng dạy ở nhà trường.

Mộ Aleksandr Tvardovsky

Năm 1950 Aleksandr Tvardovsky được bổ nhiệm làm tổng biên tập tạp chí Thế giới mới và trong một thời gian dài là tổng biên tập của tờ tạp chí quan trọng bậc nhất này. Năm 1962 Aleksandr Tvardovsky xin phép ban phụ trách văn học Đảng Cộng sản Liên Xô in Один день Ивана Денисовича (Một ngày của Ivan Denisovich) của nhà văn Alexandr Isayevich Solzhenitsyn (giải Nobel Văn học năm 1970), khi đang bị coi là nhà văn có vấn đề, càng làm cho tờ tạp tạp chí này nổi tiếng hơn. Năm 1970 ông bị bãi miễn chức tổng biên tập Thế giới mới vì tình trạng hai mặt của một cá nhân vừa là một cán bộ tư tưởng cao cấp của đảng, vừa là một người ngầm phản đối quan điểm chính thống. Aleksandr Tvardovsky là nhà thơ có sự ảnh hưởng đến nhiều nhà thơ, nhà văn nổi tiếng sau này bằng tác phẩm cũng như việc phát hiện và đăng tác phẩm của họ trên tạp chí Thế giới mới mà ông là tổng biên tập. Aleksandr Tvardovsky mất ở ngoại ô Moskva năm 1971.

## Tác phẩm
- Путь к социализму (1931)
- Страна Муравия (1936
- Стихи (1937)
- Дорога (1938)
- Сельская хроника (1939)
- Загорье (1941)
- Василий Теркин (1941)
- Дом у дороги (1946)
- За далью даль (1950–1960)
- По праву памяти (1953 – 1963)
- Теркин на том свете (1954 – 1963)

## Một vài bài thơ
| Я иду и радуюсь Я иду и радуюсь. Легко мне. Дождь прошел. Блестит зеленый луг. Я тебя не знаю и не помню, Мой товарищ, мой безвестный друг. Где ты пал, в каком бою — не знаю, Но погиб за славные дела, Чтоб страна, земля твоя родная, Краше и счастливее была. Над полями дым стоит весенний, Я иду, живущий, полный сил, Веточку двурогую сирени Подержал и где-то обронил... Друг мой и товарищ, ты не сетуй, Что лежишь, а мог бы жить и петь, Разве я, наследник жизни этой, Захочу иначе умереть!.. Я знаю, никакой моей вины В том, что другие не пришли с войны, В то, что они - кто старше, кто моложе - Остались там, и не о том же речь, Что я их мог, но не сумел сберечь,- Речь не о том, но все же, все же, все же... Не стареет твоя красота… Не стареет твоя красота, Разгорается только сильнее. Пролетит неслышно над ней Словно легкие птицы лета. Не стареет твоя красота, И глаза не померкли от слёз И копна темно-русых волос У тебя тяжела и густа. Ты идёшь по земле молодой, Зеленеет трава за тобой По полям, по дорогам идёшь Расступается, кланяясь, рожь. Молодая береза в лесу Поднялась и ровна и бела На твою она глядя красу, Горделиво и вольно росла. Не стареет твоя красота, Слышно ль, женщины в поле поют Голос памятный все узнают Без него будто песня не та. Окна все пооткроют дома Стихнет листьев шумливая дрожь Ты поёшь, потому так поёшь Потому что ты песня сама. | Tôi bước đi vui vẻ. Thấy nhẹ nhàng Mưa đã qua. Đồng cỏ xanh ngời sáng Tôi không biết anh, tôi không nhớ anh Hỡi người bạn của tôi vô danh tiếng. Anh mất trong trận nào, tôi không biết Nhưng anh chết vì sự nghiệp vinh quang Để cho quê hương và cho tổ quốc Sẽ đẹp hơn và sẽ hạnh phúc hơn. Trên cánh đồng làn khói xuân lan tỏa Tôi bước đi trong sức lực tràn trề Tôi đã giữ, rồi đánh rơi đâu đó Cành tử đinh hương có nhánh đôi. Người đồng chí của tôi, đừng oán trách Rằng nằm đây, mà đáng lẽ sống vui Chẳng lẽ tôi, được hưởng cuộc đời này Mà lại muốn được chết bằng cách khác!… Tôi biết rằng tôi không hề có lỗi Vì từ chiến tranh những người khác không về Rằng họ là những người già hơn tôi, hay trẻ - Đã bỏ mình, nhưng đâu phải chuyện kia Rằng tôi có thể nhưng không biết cách gìn giữ Không về chuyện này, nhưng vẫn cảm thấy điều chi… Vẻ đẹp của mẹ không già Vẻ đẹp của mẹ không già theo tháng năm Mà ngời lên mạnh mẽ theo ngày tháng Bay trên thời gian vô cùng yên lặng Như những con chim bay thật nhẹ nhàng. Vẻ đẹp của mẹ không già theo tháng năm Và đôi mắt không mờ vì dòng lệ Mái tóc của mẹ có màu hạt dẻ Có vẻ như dày và nặng nề thêm. Mẹ bước đi trên mặt đất trẻ trung Hoa cỏ xanh sau mỗi bàn chân bước Đồng lúa mạch cúi chào và đứng dẹp Khi mẹ bước trên đồng ruộng, trên đường. Cây bạch dương tươi trẻ ở trong rừng Màu trắng tinh, vươn lên đều đặn thế Khi cây nhìn vẻ đẹp xinh của mẹ Cây tự do và kiêu hãnh lớn lên. Vẻ đẹp của mẹ theo tháng năm không già Mẹ có nghe trên đồng bao tiếng hát Giọng kỷ niệm tất cả đều nhận biết Thiếu giọng này đã chẳng có bài ca. Đang mở ra cửa sổ những ngôi nhà Tiếng lá rung ồn ào đang im bặt Mẹ hát lên, bởi vì mẹ đang hát Bởi chính vì mẹ là một bài ca. Bản dịch của Nguyễn Viết Thắng. |